# Westmoreland Davis
Westmoreland "Morley" Davis, född 21 augusti 1859 på Atlanten, död 22 september 1942 i Baltimore, Maryland, var en amerikansk demokratisk politiker. Han var Virginias guvernör 1918–1922.
Davis studerade vid Virginia Military Institute, University of Virginia och Columbia University. Efter juridikstudierna arbetade han som företagsjurist i New York och gifte sig 1892 med Marguerite Inman. År 1903 flyttade han till Loudoun County i Virginia där han var verksam som jordbrukare. År 1912 gav han sig in på publicistbanan och köpte  tidskriften Southern Planter.
Davis efterträdde 1918 Henry Carter Stuart som guvernör och efterträddes 1922 av Elbert Lee Trinkle. Anglikanen Davis avled 1942 och gravsattes på en familjekyrkogård i Loudoun County.